# Halleinosoma styricum
Halleinosoma styricum är en mångfotingart som beskrevs av Karl Wilhelm Verhoeff 1929. Halleinosoma styricum ingår i släktet Halleinosoma och familjen Trachygonidae. Inga underarter finns listade i Catalogue of Life.